# 合同廣場站
合同廣場站（羅馬化：Kontraktova ploshcha,  （ⓘ））是基輔地鐵奧博隆-特列姆基線的一個車站，開通於1976年12月17日，站名取自於車站附近的合同廣場。

## 外部連結
- Kyivsky Metropoliten — Station description and photographs （乌克兰語）
- Metropoliten.kiev.ua — Station description and photographs （俄文）